# Rileya albicornis
Rileya albicornis är en stekelart som beskrevs av Jean-Jacques Kieffer 1910. Rileya albicornis ingår i släktet Rileya och familjen kragglanssteklar. Inga underarter finns listade i Catalogue of Life.